# Мечебиловский сельский совет (Харьковская область)
Мечебиловский сельский совет — входит в состав Барвенковского района Харьковской области Украины.
Административный центр сельского совета находится в селе Мечебилово.

## История
- 1927 — дата образования.

## Населённые пункты совета
- село Мечебилово
- село Старая Семеновка
- село Украинка
- село Федоровка